# Alexandra Panova
Alexandra Panova (Krasnodar, 2 de Março de 1989) é uma tenista profissional russa, seu melhor ranking de N. 71 em simples e 40 em duplas pela WTA.

## WTA Tour finais

### Simples: 1 (1 vice)
| Campeã — Legenda                             |
| -------------------------------------------- |
| Grand Slam (0–0)                             |
| WTA Tour (0–0)                               |
| Tier I / Premier Mandatory & Premier 5 (0–0) |
| Tier II / Premier (0–0)                      |
| Tier III, IV & V / International (0–1)       |

| Posição | N. | Data              | Torneio                                         | Piso   | Oponente          | Placar   |
| ------- | -- | ----------------- | ----------------------------------------------- | ------ | ----------------- | -------- |
| Vice    | 1. | 19 Fevereiro 2012 | Copa Sony Ericsson Colsanitas, Bogotá, Colômbia | Saibro | Lara Arruabarrena | 2–6, 5–7 |

### Duplas: 8 (5 títulos, 3 vices)
| Legenda                                      |
| -------------------------------------------- |
| Grand Slam (0–0)                             |
| WTA Tour (0–0)                               |
| Tier I / Premier Mandatory & Premier 5 (0–0) |
| Tier II / Premier (0–0)                      |
| Tier III, IV & V / International (4–3)       |

| Posição | N. | Data              | Torneio                                                 | Piso   | Parceira            | Oponentes                               | Placar                |
| ------- | -- | ----------------- | ------------------------------------------------------- | ------ | ------------------- | --------------------------------------- | --------------------- |
| Campeã  | 1. | 20 Setembro 2010  | Tashkent Open, Tashkent, Uzbequistão                    | Duro   | Tatiana Poutchek    | Alexandra Dulgheru Magdaléna Rybáriková | 6–3, 6–4              |
| Campeã  | 2. | 18 Fevereiro 2012 | Copa Sony Ericsson Colsanitas, Bogotá, Colômbia         | Saibro | Eva Birnerová       | Mandy Minella Stefanie Vögele           | 6–2, 6–2              |
| Campeã  | 3. | 28 Abril 2012     | Grand Prix SAR La Princesse Lalla Meryem, Fes, Marrocos | Saibro | Petra Cetkovská     | Irina-Camelia Begu Alexandra Cadanțu    | 3–6, 7–6(7–5), [11–9] |
| Vice    | 1. | 3 Fevereiro 2013  | PTT Pattaya Open, Pattaya, Tailândia                    | Duro   | Akgul Amanmuradova  | Kimiko Date-Krumm Casey Dellacqua       | 3–6, 2–6              |
| Vice    | 2. | 23 Fevereiro 2013 | Copa Sony Ericsson Colsanitas, Bogotá, Colômbia         | Saibro | Eva Birnerová       | Tímea Babos Mandy Minella               | 4–6, 3–6              |
| Campeã  | 4. | 27 Julho 2014     | Baku Cup, Baku, Azerbaijão                              | Duro   | Heather Watson      | Raluca Olaru Shahar Peer                | 6–2, 7–6(7–3)         |
| Vice    | 3. | 13 Setembro 2014  | Tashkent Open, Tashkent, Uzbequistão                    | Duro   | Margarita Gasparyan | Aleksandra Krunić Kateřina Siniaková    | 2–6, 1–6              |
| Campeã  | 5. | 2 Agosto 2015     | Baku Cup, Baku, Azerbaijão                              | Duro   | Margarita Gasparyan | Vitalia Diatchenko Olga Savchuk         | 6–3, 7–5              |